# منتخب سلوفاكيا لاتحاد الرغبي
منتخب سلوفاكيا الوطني لاتحاد الرغبي (بالسلوفاكية: Slovenské národné ragbyové družstvo mužov)‏ هو ممثل سلوفاكيا الرسمي في المنافسات الدولية في اتحاد الرغبي .